# Хейзельберг, Фредерик
Фредерик Эмиль Хедегор Хейзельберг (дат. Frederik Emil Hedegaard Heiselberg; род. 11 февраля 2003) — датский футболист, нападающий клуба «Олесунн».

## Клубная карьера
Хейзельберг — воспитанник клуба «Мидтьюлланн». В 2022 году он был включён в заявку клуба на сезон. В том же году игрок на правах аренды выступал за «Фредерисию» по окончании, которой вернулся в «Мидтьюлланн». 27 февраля 2023 года в матче против «Брондбю» он дебютировал в датской Суперлиге. 31 марта в поединке против «Оденсе» Фредерик забил свой первый гол за «Мидтьюлланн». Летом 2023 года Хейзельберг на правах аренды перешёл в «Хорсенс». 23 июля в матче против «Колдинга» он дебютировал за новую команду.
В начале 2025 года Хельзенберг перешёл в норвежский «Олесунн».